# Nänie

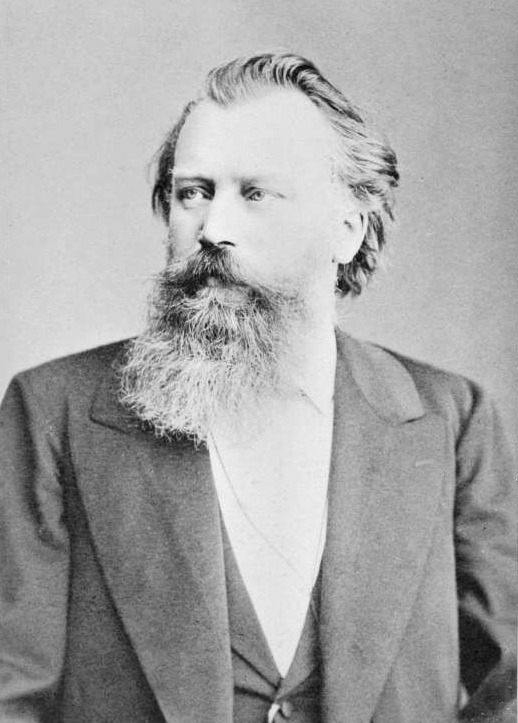
Le compositeur en 1887

Nänie (la forme germanique du latin nenia, signifiant « chant funèbre ») est une composition pour chœur mixte (SATB) et orchestre, op. 82 de Johannes Brahms, qui a mis en musique le poème Nänie de Friedrich Schiller. Brahms a composé la pièce en 1881, en mémoire de son ami défunt Anselm Feuerbach. Nänie est une lamentation sur l'inéluctabilité de la mort. La première phrase, Auch das Schöne muß sterben, se traduit « Même la beauté doit mourir ». Une exécution dure en moyenne 15 minutes environ. Il s'agit d'une pièce relativement peu exécutée de Brahms, ce qui est dû notamment à sa difficulté.

Le texte original :
Auch das Schöne muß sterben! Das Menschen und Götter bezwinget,

Nicht die eherne Brust rührt es dem stygischen Zeus.

Einmal nur erweichte die Liebe den Schattenbeherrscher,

Und an der Schwelle noch, streng, rief er zurück sein Geschenk.

Nicht stillt Aphrodite dem schönen Knaben die Wunde,

Die in den zierlichen Leib grausam der Eber geritzt.

Nicht errettet den göttlichen Held die unsterbliche Mutter,

Wann er am skäischen Tor fallend sein Schicksal erfüllt.

Aber sie steigt aus dem Meer mit allen Töchtern des Nereus,

Und die Klage hebt an um den verherrlichten Sohn.

Siehe! Da weinen die Götter, es weinen die Göttinnen alle,

Daß das Schöne vergeht, daß das Vollkommene stirbt.

Auch ein Klaglied zu sein im Mund der Geliebten ist herrlich;

Denn das Gemeine geht klanglos zum Orkus hinab.